# Vízilabda a 2024. évi nyári olimpiai játékokon
A 2024. évi nyári olimpiai játékokon a vízilabdatornákat július 27. és augusztus 11. között rendezték meg. A férfiak versenyében 12 csapat, míg a nőkében 10 küzdhetett meg a bajnoki címért.

## Selejtezők

### Férfi
| Esemény                          | Dátum                        | Helyszín          | Kvóta | Csapatok                                                                                  |
| -------------------------------- | ---------------------------- | ----------------- | ----- | ----------------------------------------------------------------------------------------- |
| Rendező                          | –                            | –                 | 1     | Franciaország (FRA)                                                                       |
| 2023-as világbajnokság           | 2023. július 17–29.          | Fukuoka, Japán    | 2     | Magyarország (HUN) · Görögország (GRE)                                                    |
| 2023-as pánamerikai játékok      | 2023. október 30–november 4. | Santiago, Chile   | 1     | Egyesült Államok (USA)                                                                    |
| 2022-es Ázsia-játékok            | 2023. október 2–7.           | Hangcsou          | 1     | Japán (JPN)                                                                               |
| 2024-es Európa-bajnokság         | 2024. január 4–16.           | Dubrovnik, Zágráb | 1     | Spanyolország (ESP)                                                                       |
| 2024-es világbajnokság           | 2024. február 5–17.          | Doha              | 5     | Szerbia (SRB) · Montenegró (MNE) · Olaszország (ITA) · Horvátország (CRO) · Románia (ROU) |
| 2024-es világbajnokság – Afrika  | 2024. február 5–17.          | Doha              | 1     | Dél-afrikai Köztársaság (RSA)                                                             |
| 2024-es világbajnokság – Óceánia | 2024. február 5–17.          | Doha              | 1     | Ausztrália (AUS)                                                                          |
| Összesen                         |                              |                   | 12    |                                                                                           |

### Női
| Esemény                             | Dátum                          | Helyszín        | Kvóta | Csapatok                                              |
| ----------------------------------- | ------------------------------ | --------------- | ----- | ----------------------------------------------------- |
| Rendező                             | –                              | –               | 1     | Franciaország (FRA)                                   |
| 2023-as világbajnokság              | 2023. július 16–28.            | Fukuoka, Japán  | 2     | Hollandia (NED) · Spanyolország (ESP)                 |
| 2023-as pánamerikai játékok         | 2023. október 30–november 4.   | Santiago, Chile | 1     | Egyesült Államok (USA)                                |
| 2022-es Ázsia-játékok               | 2023. szeptember 25–október 1. | Hangcsou        | 1     | Kína (CHN)                                            |
| Óceánia                             | 2023. augusztus 11–12.         | Auckland        | 1     | Ausztrália (AUS)                                      |
| 2024-es Európa-bajnokság            | 2024. január 5–13.             | Eindhoven       | 1     | Görögország (GRE)                                     |
| 2024-es világbajnokság              | 2024. február 4–16.            | Doha            | 3     | Magyarország (HUN) · Olaszország (ITA) · Kanada (CAN) |
| 2024-es női világbajnokság – Afrika | 2024. február 4–16.            | Doha            | 1     | Dél-afrikai Köztársaság (RSA)                         |
| Összesen                            |                                |                 | 10    |                                                       |

## Éremtáblázat
| A 2024. évi nyári olimpiai játékok éremtáblázata vízilabdában | A 2024. évi nyári olimpiai játékok éremtáblázata vízilabdában | A 2024. évi nyári olimpiai játékok éremtáblázata vízilabdában | A 2024. évi nyári olimpiai játékok éremtáblázata vízilabdában | A 2024. évi nyári olimpiai játékok éremtáblázata vízilabdában | Olimpia  |
| ------------------------------------------------------------- | ------------------------------------------------------------- | ------------------------------------------------------------- | ------------------------------------------------------------- | ------------------------------------------------------------- | -------- |
|                                                               | Ország                                                        | Arany                                                         | Ezüst                                                         | Bronz                                                         | Összesen |
| 1.                                                            | Spanyolország (ESP)                                           | 1                                                             | 0                                                             | 0                                                             | 1        |
| 1.                                                            | Szerbia (SRB)                                                 | 1                                                             | 0                                                             | 0                                                             | 1        |
|                                                               |                                                               |                                                               |                                                               |                                                               |          |
| 3.                                                            | Ausztrália (AUS)                                              | 0                                                             | 1                                                             | 0                                                             | 1        |
| 3.                                                            | Horvátország (CRO)                                            | 0                                                             | 1                                                             | 0                                                             | 1        |
|                                                               |                                                               |                                                               |                                                               |                                                               |          |
| 5.                                                            | Egyesült Államok (USA)                                        | 0                                                             | 0                                                             | 1                                                             | 1        |
| 5.                                                            | Hollandia (NED)                                               | 0                                                             | 0                                                             | 1                                                             | 1        |
|                                                               |                                                               |                                                               |                                                               |                                                               |          |
| Összesen                                                      | Összesen                                                      | 2                                                             | 2                                                             | 2                                                             | 6        |

## Érmesek

### Férfi torna
| A 2024. évi nyári olimpiai játékok érmesei férfi vízilabdában | A 2024. évi nyári olimpiai játékok érmesei férfi vízilabdában | A 2024. évi nyári olimpiai játékok érmesei férfi vízilabdában | A 2024. évi nyári olimpiai játékok érmesei férfi vízilabdában |
| --- | --- | --- | ------------------------------------------------------------- |
| Arany | Ezüst | Bronz |                                                               |
| Szerbia (SRB) | Horvátország (CRO) | Egyesült Államok (USA) |                                                               |
| Miloš Ćuk Nikola Dedović Radomir Drašović Radoslav Filipović Nikola Jakšić Petar Jakšić Dušan Mandić Vladimir Mišović Sava Ranđelović Strahinja Rašović Viktor Rašović Nemanja Ubović Nemanja Vico | Marko Bijač Matias Biljaka Luka Bukić Rino Burić Loren Fatović Konsztantyin Harkov Maro Joković Luka Lončar Jerko Marinić Kragić Toni Popadić Josip Vrlić Ante Vukičević Marko Žuvela | Alex Bowen Luca Cupido Hannes Daube Chase Dodd Ryder Dodd Ben Hallock Drew Holland Johnny Hooper Max Irving Alex Obert Marko Vavic Adrian Weinberg Dylan Woodhead |                                                               |

### Női torna
| A 2024. évi nyári olimpiai játékok érmesei női vízilabdában | A 2024. évi nyári olimpiai játékok érmesei női vízilabdában | A 2024. évi nyári olimpiai játékok érmesei női vízilabdában | A 2024. évi nyári olimpiai játékok érmesei női vízilabdában |
| --- | --- | --- | ----------------------------------------------------------- |
| Arany | Ezüst | Bronz |                                                             |
| Spanyolország (ESP) | Ausztrália (AUS) | Hollandia (NED) |                                                             |
| Paula Camus Paula Crespí Anni Espar Laura Ester Judith Forca Maica García Godoy Paula Leitón Beatriz Ortiz Pilar Peña Nona Pérez Isabel Piralkova Elena Ruiz Martina Terré | Abby Andrews Charlize Andrews Zoe Arancini Elle Armit Keesja Gofers Sienna Green Bronte Halligan Sienna Hearn Danijela Jackovich Matilda Kearns Genevieve Longman Gabriella Palm Alice Williams | Laura Aarts Sarah Buis Kitty-Lynn Joustra Maartje Keuning Lola Moolhuijzen Bente Rogge Lieke Rogge Vivian Sevenich Brigitte Sleeking Nina ten Broek Simone van de Kraats Sabrina van der Sloot Iris Wolves |                                                             |